# Veliki Mikulići
Veliki Mikulići (en serbe cyrillique : Велики Микулићи ou « Grand Mikulići » en traduction française) est un village du sud du Monténégro, dans la municipalité de Bar. Ce village ne compte plus d'habitant d'après le dernier recensement de 2003.

## Démographie

### Évolution historique de la population
| 1948 | 1953 | 1961 | 1971 | 1981 | 1991 | 2003 |
| ---- | ---- | ---- | ---- | ---- | ---- | ---- |
| 230  | 212  | 192  | 172  | 86   | 28   | 0    |